# تورنمنت‌های نوبت‌گردشی

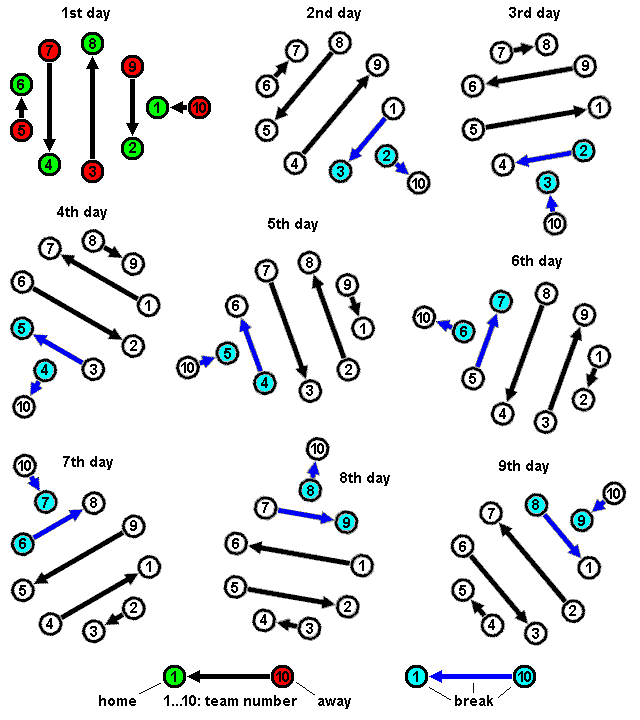
نحوه تورنمنت های نوبت گردشی یا رقابت‌های دوره‌ای

تورنمنت های نوبت گردشی یا رقابت‌های دوره‌ای (به انگلیسی: round-robin)، به مسابقاتی گفته می‌شود که طی آن هر شرکت‌کننده با تمام شرکت کننده‌های دیگر مسابقه رودررو مسابقه می‌دهد.

## ریشه‌شناسی اصطلاح
اصطلاح round robin ریشه در واژه rubban به معنی نوار (روبان) دارد که به تدریج در طول سالیان متمادی به صورت robin تغییر ظاهر داده است.

## الگوریتم رقابت‌های دوره‌ای
اگر {\displaystyle n} نشان دهنده تعداد شرکت کنندگان باشد، یک رقابت دوره‌ای ساده بین شرکت کنندگان شامل {\displaystyle {\begin{matrix}{\frac {n}{2}}\end{matrix}}(n-1)} مسابقه خواهد بود.
اگر {\displaystyle n} زوج باشد، کل رقابت‌ها در {\displaystyle (n-1)} دور انجام می‌شود که هر دور شامل {\displaystyle {\begin{matrix}{\frac {n}{2}}\end{matrix}}} مسابقه خواهد بود.
اگر {\displaystyle n} فرد باشد، کل رقابت‌ها در {\displaystyle n} دور انجام می‌شود که هر دور شامل {\displaystyle {\begin{matrix}{\frac {n-1}{2}}\end{matrix}}} مسابقه خواهد بود و در ضمن به علت فرد بودن تعداد شرکت کنندگان در هر دور به یکی از آن‌ها اصطلاحاً استراحت داده می‌شود.
در یک برنامه استاندارد رقابت دوره‌ای هر شرکت‌کننده با یک عدد مشخص می‌شود.

## مثال
به عنوان مثال در یک رقابت دوره‌ای با حضور ۱۴ تیم:
```
دور ۱ (۱ بازی می‌کند با ۱۴, ۲ بازی می‌کند با ۱۳, ...)
 
۱
 ۲ ۳ ۴ ۵ ۶ ۷
 ۱۴ ۱۳ ۱۲ ۱۱ ۱۰ ۹ ۸
```

```
دور ۲ (۱ بازی می‌کند با ۱۳, ۱۴ بازی می‌کند با ۱۲, ...)
 
۱
 ۱۴ ۲ ۳ ۴ ۵ ۶
 ۱۳ ۱۲ ۱۱ ۱۰ ۹ ۸ ۷
```

```
دور ۳ (۱ بازی می‌کند با ۱۲, ۱۳ بازی می‌کند با ۱۱, ...)
 
۱
 ۱۳ ۱۴ ۲ ۳ ۴ ۵
 ۱۲ ۱۱ ۱۰ ۹ ۸ ۷ ۶
```

.
.
.
```
دور ۱۳ (۱ بازی می‌کند با ۲, ۳ بازی می‌کند با ۱۴, ...)
 
۱
 ۳ ۴ ۵ ۶ ۷ ۸
 ۲ ۱۴ ۱۳ ۱۲ ۱۱ ۱۰ ۹
```